# Rally de Cantabria de 2019
El Rally de Cantabria de 2019, oficialmente 40.º Rallye Santander-Cantabria, fue la 40.ª edición y la novena ronda de la temporada 2019 del Campeonato de España de Rally. Se celebró del 11 al 12 de octubre y contó con un itinerario de ocho tramos sobre asfalto que sumaban un total de 156,10 km cronometrados. La Asociación Deportiva Peñas, entidad organizadora, anunció el 30 de julio que esta sería la última edición del rally.
Un total de noventa equipos se inscribieron en la prueba con los habituales del campeonato de España, Iván Ares y Surhayen Pernía (Hyundai), Joan Vinyes y Javier Pardo (Suzuki) o Pepe López (Citroën) que tuvo como compañero de equipo a Jesús Puras, piloto cántabro que corría su segunda prueba del año tras varias temporadas sin competir. 
La lucha por la victoria estuvo muy reñida. Primeramente el de Citroën, Pepe López, lideró la prueba durante los dos primeros tramos, pero luego Ares recortaría distancias y se colocaría como nuevo líder hasta que un pinchazo en la primera pasada por el tramo de Güemes le hizo perder doce segundos. Por su parte López también se vería con problemas ya que una avería mecánica en el Citroën C3 le provocaría la pérdida de casi un minuto. Ante esta situación Pernía aprovechó para imponerse en los últimos tres tramos y se adjudicó la victoria, la primera de la temporada y la segunda de su carrera en el nacional. Ares fue segundo y López tercero.

## Itinerario
| Día   | Tramo | Nombre                  | Distancia | Hora  | Ganador         | Tiempo  | Líder           |
| ----- | ----- | ----------------------- | --------- | ----- | --------------- | ------- | --------------- |
| Día 1 | TC1   | Los Llanos-Bustablado   | 20,23 km  | 08:10 | Pepe López      | 12:48.9 | Pepe López      |
| Día 1 | TC2   | Arredondo-Las Machorras | 24,03 km  | 08:45 | Iván Ares       | 14:20.6 | Pepe López      |
| Día 1 | TC3   | Los Llanos-Bustablado   | 20,23 km  | 11:55 | Iván Ares       | 12:20.6 | Iván Ares       |
| Día 1 | TC4   | Arredondo-Las Machorras | 24,03 km  | 12:30 | Iván Ares       | 13:58.9 | Iván Ares       |
| Día 1 | TC5   | Villanueva-Gama         | 20,36 km  | 16:47 | Iván Ares       | 12:11.4 | Iván Ares       |
| Día 1 | TC6   | Güemes (TC+)            | 13,43 km  | 17:32 | Surhayen Pernía | 8:12.9  | Surhayen Pernía |
| Día 1 | TC7   | Villanueva-Gama         | 20,36 km  | 19:48 | Surhayen Pernía | 12:09.6 | Surhayen Pernía |
| Día 1 | TC8   | Güemes                  | 13,43 km  | 20:33 | Surhayen Pernía | 8:15.3  | Surhayen Pernía |

## Clasificación final
| Pos. | Piloto          | Copiloto           | Automóvil              | Tiempo    | Diferencia |
| ---- | --------------- | ------------------ | ---------------------- | --------- | ---------- |
| 1.   | Surhayen Pernía | Alba Sánchez       | Hyundai i20 R5         | 1:34:32.5 | 0.0        |
| 2.   | Iván Ares       | David Vázquez      | Hyundai i20 R5         | 1:35:18.2 | +45.7      |
| 3.   | Pepe López      | Borja Rozada       | Citroën C3 R5          | 1:36:19.2 | +1:46.7    |
| 4.   | Javier Pardo    | Adrián Pérez       | Suzuki Swift Sport R+  | 1:39:32.0 | +4:59.5    |
| 5.   | Jesús Puras     | Juan Carlos Dorado | Citroën C3 R5          | 1:40:38.7 | 1:40:38.7  |
| 6.   | Daniel Martínez | Javier Soto        | Citroën DS3 R3T        | 1:43:06.5 | +8:34.0    |
| 7.   | Domingo Estrada | Jesús Estrada      | Peugeot 208 R2         | 1:43:19.8 | +8:47.3    |
| 8.   | Daniel Peña     | Raúl Pérez         | Citroën DS3 R3T Max    | 1:43:49.0 | +9:16.5    |
| 9.   | Adrián Costas   | Rubén Agudo        | Peugeot 208 R2         | 1:46:49.6 | +12:17.1   |
| 10.  | Aarón Zorrilla  | Diego Cruz         | Suzuki Swift Sport Mk6 | 1:48:20.5 | +13:48.0   |